# Apostolisch vicariaat Bontoc-Lagawe
Het apostolisch vicariaat Bontoc-Lagawe (Latijn: Vicariatus Apostolicus Bontocensis-Lagavensis) is een rooms-katholiek apostolisch vicariaat met als zetel Bontoc, op de Filipijnen. Het omvat de provincies Mountain Province en Ifugao, en is vernoemd naar de beide hoofdsteden van deze provincies, respectievelijk Bontoc en Lagawe. Het apostolisch vicariaat is vrijgesteld en valt als immediatum direct onder de Heilige Stoel, zonder te behoren tot een kerkprovincie. 

## Geschiedenis
Het apostolisch vicariaat werd opgericht op 6 juli 1992, uit delen van het apostolisch vicariaat Mountain Provinces.  

## Parochies
Het apostolisch vicariaat had in 2022 een oppervlakte van 4.758 km2 en telde 347.332 inwoners waarvan 60,5% rooms-katholiek was.

## Apostolisch vicarissen
- Brigido Agalpas Galasgas (6 juli 1992 - 15 mei 1995)
- Francisco Funaay Claver (2 november 1995 - 15 april 2004)
- Cornelio Galleo Wigwigan (19 maart 2004 - 16 mei 2005)
- Rodolfo Fontiveros Beltran (18 maart 2006 - 30 oktober 2012)
- Valentin Cabbigat Dimoc (6 mei 2015 - heden)

## Galerij van afbeeldingen

Wapen van het apostolisch vicariaat